# Vicia ocalensis
Vicia ocalensis är en ärtväxtart som beskrevs av R.K.Godfrey och Robert Kral. Vicia ocalensis ingår i släktet vickrar, och familjen ärtväxter. IUCN kategoriserar arten globalt som nära hotad. Inga underarter finns listade i Catalogue of Life.